# Exposures – In Retrospect and Denial
Exposures – In Retrospect and Denial ist ein Musikalbum der schwedischen Melodic-Death-Metal-Band Dark Tranquillity. Es erschien im Jahre 2004 über Century Media. 

## Entstehung
Mit dieser Kompilation wollte die Band ihren 15. Geburtstags feiern und sich bei den Fans für ihre Unterstützung zu bedanken. Laut dem Gitarristen Niklas Sundin sind die Musiker regelmäßig von den Fans angesprochen worden, die alten Demoaufnahmen auf CD zu veröffentlichen. Die Band hatte sich dazu entschlossen, die Japan-Bonustracks und unveröffentlichte Lieder hinzuzufügen. Exposures – In Retrospect and Denial wurde als Doppel-CD zum Preis von einer CD veröffentlicht. Die alten DAT-Bänder fand Sundin im Haus seiner Eltern.
Die erste CD ist eine Zusammenstellung von raren und teilweise unveröffentlichten Liedern. Die ersten beiden Titel entstanden während der Aufnahmen zu dem Album Damage Done. Es folgen zwei Lieder, die während der Aufnahmen zu dem Album Haven entstanden. Die Lieder sechs und sieben wurden für das Album Projector aufgenommen. Die Titel acht und neun bzw. zehn bis zwölf wurden zuvor auf der EP A Moonclad Reflection bzw. dem Demo A Trail of Life Decayed veröffentlicht.
Bei der zweiten CD handelt es sich um die Tonspur der unter dem Titel Live Damage veröffentlichten DVD, die im Jahre 2003 erschien. Mitgeschnitten wurde ein Konzert vom 7. Oktober 2002 in der polnischen Stadt Krakau. Die zweite CD wurde von Fredrik Nordström produziert und von Göran Finnberg gemastert. Das Albumcover wurde von Niklas Sundin erstellt. 

## Titelliste
| Disc 1 | Disc 2 |
| --- | --- |
| 1. Static – 4:40 2. The Poison Well – 4:08 3. In Sight – 4:11 4. Misery in Me – 4:40 5. Cornered – 3:59 6. No-One – 4:41 7. Exposure – 3:52 8. Yesterworld – 7:29 9. Unfurled by Dawn – 7:31 10. Midwinter/Beyond Enlightenment – 5:43 11. Vernal Awakening – 5:21 12. Void of Tranquillity – 7:26 | 1. The Wonders at Your Feet – 3:52 2. The Treason Wall – 3:35 3. Hedon – 4:39 4. White Noise/Black Silence – 4:14 5. Haven – 4:02 6. Punish My Heaven – 5:00 7. Monochromatic Stains – 3:43 8. Indifferent Suns – 3:40 9. Format C: for Cortex – 4:32 10. Insanity’s Crescendo – 5:16 11. Hours Passed in Exile – 4:58 12. The Sun Fired Blanks – 4:33 13. Damage Done – 3:23 14. Lethe – 3:59 15. Not Built to Last – 3:49 16. ThereIn – 5:34 17. Zodijackyl Light – 3:59 18. Final Resistance – 3:08 19. Ex Nihilo – 2:05 |

## Rezeption
Laut Tobias Blum vom deutschen Magazin Rock Hard hat die Band beim „Buddeln in den Archiven […] ganze Arbeit geleistet“ und „jede Menge interessanten Stoff zutage gefördert“. Bei der Live-CD hob er die „absolut großartige Setlist“ hervor. Rezensent „Metalgreg“ vom Online-Magazin Metal.de fragte sich in seiner Rezension, nach welchen Kriterien die Band die Lieder für ihre Alben aussuche. Als Beispiel nannte er das Lied Exposure, welches das komplette, „großteils lahme“ Album Projector in den Schatten stelle.